# Louis Arbessier
Louis Arbessier, né le 9 avril 1907 à Vienne (Isère) et mort le 23 mars 1998 dans le 19e arrondissement de Paris, est un acteur français, pensionnaire de la Comédie-Française
Il a également prêté sa voix dans le doublage de nombreux films et séries. Il est, entre autres, la voix de Q (Desmond Llewelyn) dans la saga James Bond à partir du film L'Espion qui m'aimait (1977) ainsi que du professeur de musique Benjamin Shorofsky (Albert Hague) dans le film Fame et dans les 3 premières saisons de la série dérivée.
Il est inhumé au cimetière parisien de Pantin dans la 61e division.

## Biographie
Après des études de droit, à Lyon, ce fils de coiffeurs travaille dans le milieu des assurances. Parallèlement, il fréquente les cours du conservatoire de Lyon. Il monte à Paris et Cécile Sorel l'engage pour Sapho d'Alphonse Daudet. Pendant la guerre, il se distingue comme résistant. En 1943, il rencontre Jean Vilar avec qui il fonde « La compagnie des Sept ». Puis avec les romanesques de Jean Serge, il joue à Vienne et Bourgoin dans le Cid avec Roger Rudel Il  joue : ensuite La Danse de mort d'August Strindberg, Meurtre dans la cathédrale de Thomas Stearns Eliot. Il incarne de nombreux personnages historiques au cinéma : Napoléon III, Louis XIII, dans deux films (dont Si Versailles m'était conté de Sacha Guitry), le tsar dans Michel Strogoff. S'il reste parfois cantonné dans des seconds rôles au cinéma, il aura une réplique d'anthologie face à Jean Gabin qui incarne Beaufort le président du Conseil dans le film Le Président : le député Jussieu (joué par Louis Arbessier) proteste contre la lecture par le Président, lors de son ultime apparition à l'Assemblée, d'une liste d'élus du peuple liés aux milieux d'affaires, et demande qu’elle ne soit pas publiée au Journal Officiel. Visiblement Beaufort attendait cette protestation venant d'un élu sur une liste de gauche qui ne soutient que des projets de lois d’inspiration patronale ; à Jussieu qui objecte qu’il y a des patrons de gauche, il rétorque : « Il y a aussi des poissons volants, mais qui ne constituent pas la majorité du genre ». Il se distingue dans des rôles au théâtre : Antigone et Médée de Jean Anouilh, L'Immaculée de Philippe Hériat, Marie Stuart de Marcelle Maurette, La Guerre de Troie n'aura pas lieu de Jean Giraudoux, Nucléa d'Henri Pichette, L'Absent de Claude Spaak, Le Cœur léger de Claude-André Puget, Carine ou la Jeune Fille folle de son âme de Fernand Crommelynck... Il interprète également le premier commissaire Maigret à la télévision dans Liberty Bar,. En 1971, Pierre Dux l'engage à la Comédie-Française, il y restera vingt-deux ans comme pensionnaire, prenant sa retraite le 31 décembre 1994.
Il continue à jouer pour la radio, et la télévision, notamment pour La caméra explore le temps. 

### Vie privée
Marié quatre fois (notamment avec la comédienne Jane Val), il divorce quatre fois également. 
Il est le père de quatre enfants, Michel, Philippe, Hélène et Arnaud, nés en 1929, 1939, 1953 et 1965, ce dernier, Arnaud Arbessier, est comédien, spécialisé dans le doublage.

## Filmographie

### Cinéma

#### Années 1940
- 1942 : Les Petits Riens de Raymond Leboursier
- 1945 : L'Ennemi secret - court métrage - de J.K Raymond-Millet
- 1947 : La Télévision, œil de demain de J.K Raymond-Millet - court métrage -
- 1948 : Paysans noirs (ou Famaro le tyran) de Georges Régnier : l'administrateur
- 1949 : Suzanne et ses brigands de Yves Ciampi

#### Années 1950
- 1950 : La Soif des hommes de Serge de Poligny : Collet
- 1952 : Nous sommes tous des assassins d'André Cayatte : l'avocat du tribunal pour enfants
  - Le Plus Heureux des hommes d'Yves Ciampi : Valise
  - Violettes impériales (Violetas imperiales) de Richard Pottier : Napoléon III
- 1953 : Mandat d'amener de Pierre Louis : Delanglade
  - Les Trois Mousquetaires d'André Hunebelle : Louis XIII
- 1954 : Si Versailles m'était conté... de Sacha Guitry : Louis XIII
  - Cadet Rousselle d'André Hunebelle : le tribun
  - La Belle Otero (La Bella Otero) de Richard Pottier
  - La Reine Margot de Jean Dréville : l'amiral de Coligny
- 1955 : Série noire de Pierre Foucaud : le commissaire (autre titre : Leur compte sera réglé)
  - Napoléon de Sacha Guitry : maréchal Berthier
- 1956 : Si Paris nous était conté de Sacha Guitry : Louis XIII
- 1956 : Mémoires d'un flic de Pierre Foucaud : le président de la Cour
  - Michel Strogoff de Carmine Gallone : tsar Alexandre II
- 1957 : Action immédiate de Maurice Labro : le Colonel
  - Les Louves de Luis Saslavsky : l'émissaire de la police (autre titre : Démoniaque)
  - Les Violents de Henri Calef : Me Rodier
- 1958 : Échec au porteur de Gilles Grangier : Bailleul
  - Les Misérables de Jean-Paul Le Chanois: le préfet
  - Une vie de Alexandre Astruc : M. Dandieu
  - Prisons de femmes de Maurice Cloche : le directeur de la prison
- 1959 : Le Fric de Maurice Cloche : le juge
  - Ce soir on tue de Yvan Govar : homme d'Interpol #3 (autre titre : Le Gars d'Anvers ou Y'en a marre)

#### Années 1960
- 1960 : Le Capitan d'André Hunebelle
  - La Vérité d'Henri-Georges Clouzot : le professeur
  - Le Panier à crabes de Joseph Lisbona
- 1961 : Le Miracle des loups de André Hunebelle : comte Hesselin
  - Le Président de Henri Verneuil : Jussieu
  - Les Lions sont lâchés d'Henri Verneuil : Frédéric Moine
- 1962 : Âme qui vive - court métrage - de Jean Dasque
- 1963 : L'Honorable Stanislas, agent secret de Jean-Charles Dudrumet : le directeur du musée
- 1964 : Les Barbouzes de Georges Lautner : le colonel suisse
- 1965 : Guerre secrète (The Dirty Game) de Christian-Jaque : Ivanov
  - La Corde au cou de Joseph Lisbona : l'avocat
  - Le Tonnerre de Dieu de Denys de La Patellière : Le ministre
- 1966 : Voilà l'ordre - court métrage - de Jacques Baratier
  - Avec la peau des autres de Jacques Deray : Le colonel
- 1968 : Sous le signe du taureau de Gilles Grangier : Augagneur
  - Le Pacha de Georges Lautner : le directeur de Boucheron

#### Années 1970 - 1990
- 1971 : Sapho ou la Fureur d'aimer de Georges Farrel : M. Monestier
- 1972 : La Michetonneuse de Francis Leroi : le père de Justine
- 1974 : Du blé en liasses d'Alain Brunet
- 1974 : La Jeune fille assassinée de Roger Vadim : le père du Charlotte
- 1984 : Mesrine de André Génovès : Lelièvre
- 1994 : Tout vieux déjà - court métrage - de David Carrayon

### Télévision
- 1950 : Le Malade imaginaire de Bernard Hecht, (téléfilm)
- 1957 : Énigmes de l'histoire (série télévisée), épisode 10 : Un nommé Charles Naundorf
  - La caméra explore le temps (série télévisée) 
    - épisode : Marie Waleska
    - épisode : Le sacrifice de Madame Valette : Baudus
    - épisode : La mort de Marie-Antoinette (1958) : Barère
    - épisode : Les templiers (1961) : Jacques de Molay, grand maître de l'ordre des templiers
    - épisode : Le meurtre de Henry Darnley ou La double passion de Marie Stuart (1962) : Morton
    - épisode : La conspiration du général Malet (1963) : le commandant Soulier
    - épisode : L'affaire Calas (1963) : le docteur Tronchin
    - épisode : La terreur et la vertu - Robespierre (1964) : Boissy d'Anglas
    - épisode : L'affaire Ledru (1965) : Duvergier
    - épisode : La Caméra explore le temps : les Cathares - La croisade (1966) : le consul de Toulouse
    - épisode : La Caméra explore le temps : les Cathares - L'inquisition (1966) : le consul de Toulouse

  - "En votre âme et conscience" (série télévisée)
    - épisode : L'affaire Levaillant ou le Cabinet des embûches (1957)
    - épisode : La canne à épée (1965)
    - épisode : Le cas d'Hélène Jégado (1967)
- 1958 : Adélaïde : le baron Édouard
- 1960 : Liberty Bar de Jean-Marie Coldefy, (téléfilm) : Commissaire Jules Maigret
- 1961 : Les Deux Orphelines (téléfilm)…. Le comte
- 1961 : La caméra explore le temps de Stellio Lorenzi, épisode Les Templiers : Jacques de Molay
- 1962 : L'inspecteur Leclerc enquête de Marcel Bluwal (série télévisée) épisode Vengeance
- 1964 : Le Chemin de Damas (téléfilm) : Le Souverain
- 1966 : Illusions perdues (feuilleton télévisé) de Maurice Cazeneuve adapté du roman d'Honoré de Balzac : monsieur de Bargeton
- 1967 : Vidocq de Marcel Bluwal série télévisée : M. Henry, le directeur de la police 
  - Allô Police (série télévisée, épisode : Affaire de famille)
  - L'Âne Culotte (feuilleton télévisé) : abbé Chichambre
  - Le Chevalier Tempête (feuilleton télévisé)
- 1968 : Turcaret (téléfilm) : Turcaret
- Les Dossiers de l'agence Ode Jean Salvy et Marc Simenon, série télévisée : le commissaire Janvier
  - épisode : Le prisonnier de Lagny
  - épisode : La cage d'Émile
  - épisode : Le docteur Tant-pis
  - épisode : L'arrestation du musicien
- 1968 :Vive la vie 1968: Vladimir (le mari d’Honorine)
- 1969 : Fortune : Sutter père
- 1971 : La Part des lions de Jean Larriaga : Cornille, l'éditeur
- 1971 : La Dame de Monsoreau (feuilleton télévisé) : baron de Méridor
- 1971 : La Visite de la vieille dame : Alfred III
- 1971 : Noële aux quatre vents : Forestier
- 1971 : Donogoo : le premier directeur
- 1971 : Les Nouvelles Aventures de Vidocq, épisode Les banquiers du crime : le préfet maritime
- 1971 : Arsène Lupin, épisode Une femme contre Arsène Lupin : Dr Fischer
- 1971 : Opération Walkyrie (Operation Walküre téléfilm) : Gunter von Kluge - vf, version augmentée (1973)
- 1972 : François Gaillard ou la vie des autres,  feuilleton télévisé de Jacques Ertaud - épisode Michel
- 1972 : Meurtre par la bande (téléfilm) épisode de la série télévisée Les Cinq Dernières Minutes de Claude Loursais : Plequigny
- 1972 : La Station Champbaudet d'Eugène Labiche et Marc-Michel, réalisation Georges Folgoas Comédie-Française : Letrinquier
- 1973 : Les Coqs de minuit (feuilleton télévisé) : Tebeyre
- 1973 : Les Messieurs de Saint-Roy de Pierre Goutas : Charles Figeac
- 1973 : Un homme, une ville : l'archiprêtre Treleau
- 1973 : Au bout du rouleau : Eliott
- 1973 : Poker d'As : le président de la cour d'assises
- 1974 : Ondine de Jean Giraudoux, réalisation Raymond Rouleau, Comédie-Française : Auguste
- 1975 : Les Rosenberg ne doivent pas mourir : Me Finalty
- 1976 : La Poudre aux yeux : Malingear
- 1976 : Au théâtre ce soir : La Charrette anglaise de Georges Berr et Louis Verneuil, mise en scène Jean-Laurent Cochet, réalisation Pierre Sabbagh, Théâtre Édouard VII : Gondrecourt
- 1978 : Émile Zola ou la Conscience humaine : Vizetelli
- 1978 : Les Bonnes Âmes : Mgr Benoît
- 1980 : L'Œuf (téléfilm) : l'oncle de Montauban, le président
  - La Faute de Monsieur Bertillon (téléfilm) : Louis-Alphonse Bertillon
  - À une voix près... ou La naissance de la IIIe république' (téléfilm) : le bourgeois républicain
  - Le Taciturne (téléfilm) : Joffre
- 1982 : Les Enquêtes du commissaire Maigret de Jean-Paul Sassy (série télévisée), épisode : Le Voleur de Maigret : le père Besson
- 1983 : Les Chardons de la colline (téléfilm) : l'évêque
- 1995 : L'Affaire Dreyfus (téléfilm) : Scheurer-Kestner

## Théâtre

### Metteur en scène
- 1965 : Meurtre dans la cathédrale de Thomas Stearns Eliot, Festival de Bellac
- 1966 : Histoire de rire d'Armand Salacrou, Théâtre des Célestins

## Doublage

### Cinéma
- Desmond Llewelyn dans : 
  - L'Espion qui m'aimait (1977) : Q
  - Rien que pour vos yeux (1981) : Q
  - Octopussy (1983) : Q
  - Dangereusement vôtre (1985) : Q
  - Tuer n'est pas jouer (1987) : Q
  - Permis de tuer (1989) : Q
  - GoldenEye (1995) : Q

- Mino Doro dans :
  - Peyrol le boucanier (1967) : le commissaire Dussard
  - L'Assaut des jeunes loups (1970) : le docteur italien

- Ángel del Pozo dans :
  - Les Trois Mousquetaires (1973) : Jussac
  - On l'appelait Milady (1974) : Jussac

- Vincent Price dans :
  - Théâtre de sang (1973) : Edward Lionheart
  - Edward aux mains d'argent (1990) : l'inventeur

Mais aussi :
- 1946 : Le Fils de Robin des Bois : Frère Tuck (Edgar Buchanan)
- 1948[9] : Le Fils du désert : le juge (Guy Kibbee)
- 1951 : Quo Vadis : Tigellin (Ralph Truman)
- 1951 : La Bagarre de Santa Fe : Cole Sanders (Roy Roberts)
- 1952 : Le Prisonnier de Zenda : Michel, Duc de Streslau (Robert Douglas)
- 1953 : Salomé : Ponce Pilate (Basil Sydney)
- 1954 : Le Beau Brummel : le roi George III (Robert Morley)
- 1955 : Mélodie interrompue : Bill Lawrence (Cecil Kellaway)
- 1956 : Les Dix Commandements : Aaron (John Carradine)
- 1956 : Guerre et paix : Vasili Kouraguine (Tullio Carminati)
- 1956 : Plus dure sera la chute : Art Leavitt (Harold J. Stone)
- 1956 : Viva Las Vegas : un des sept copropriétaires du Sands (John Eldredge)
- 1956 : Roland, prince vaillant : Mandricar, le sarrasin (Augusto Mingione)
- 1957 : Terreur dans la vallée : Grimsell (James Gregory)
- 1957 : Les Amours d'Omar Khayyam : Le Shah (Raymond Massey)
- 1959 : Le Dernier Train de Gun Hill : Le shérif de Gun Hill (Walter Sande)
- 1960 : Chérie recommençons : Dr Richard Hilliard (Geoffrey Toone)
- 1961 : Le Colosse de Rhodes : Xerxès (Roberto Camardiel)
- 1961 : La Guerre de Troie: Agamemnon (Nerio Bernardi)
- 1961 : Le Diable à 4 heures : le père Matthew Doonan (Spencer Tracy)
- 1961 : L'Empreinte du dragon rouge : Tang How (Ewen Solon)
- 1962 : Jules César, conquérant de la Gaule : Cicéron (Nerio Bernardi)
- 1962 : Fureur à l'ouest : le marshal en chef Reuben Bernard (Hugh Sanders)
- 1963 : Jason et les Argonautes: Le Roi Éétès (Jack Gwillim)
- 1964 : Les 55 jours de Pékin : Le père de Béarn (Harry Andrews)
- 1964 : Zoulou : Adendorff (Gert van den Bergh)
- 1965 : Les Inséparables : Shad nathan (John McGiver)
- 1966 : La Bible : Abraham (George C. Scott)
- 1966 : L'Aventure sauvage : le commerçant (Rex Sevenoaks)
- 1966 : Raspoutine, le moine fou : l'évêque (Joss Ackland)
- 1966 : Un ange pour Satan : le comte Montebruno (Claudio Gora) et le prêtre[Qui ?]
- 1967 : La Nuit des généraux : Général von Seydlitz-Gabler (Charles Gray)
- 1967 : Wanted : Jeremiah Prescott (Furio Meniconi)
- 1967 : La Mégère apprivoisée : Vincentio (Mark Dignam)
- 1967 : Le Jardin des tortures : Eddie Storm (John Phillips)
- 1967 : La Vingt-cinquième Heure : l'avocat de Iohann (Michael Redgrave)
- 1968 : Un cri dans l'ombre : Charles Leschenhaut (Orson Welles)
- 1968 : Funny Girl : un joueur de cartes (John Warburton)
- 1968 : Casse au Vatican : le Pr Herbert Cummings (Walter Pidgeon)
- 1969 : Reivers : Ed, le juge à l'arrivée de la course (Roy Barcroft)
- 1971 : Les Sévices de Dracula : Gustave Weil (Peter Cushing)
- 1971 : Le Baron rouge : le colonel Cargonico (Gordon Phillips)
- 1973 : L'Exorciste : le Père Lankester Merrin (Max von Sydow) (1er doublage)
- 1973 : Serpico : le chef Gallagher (M. Emmet Walsh)
- 1974 : Contre une poignée de diamants : Sir Edward Julyan (Joseph O'Conor)
- 1974 : Le Retour du dragon[10] : Dr Eric Mabouse (Larry D. Mann)
- 1975 : Mandingo : un marchand d'esclaves[Qui ?]
- 1976 : C'est arrivé entre midi et trois heures : Buck Bowers (Douglas Fowley)
- 1976 : Les Tsiganes montent au ciel : Nour (Mikhail Chickhov)
- 1977 : L'Épreuve de force : Blakelock (William Prince)
- 1977 : Cours après moi shérif : le shérif Buford T. Justice (Jackie Gleason)
- 1977 : Sinbad et l'Œil du tigre : Balsora (Bruno Barnabe)
- 1978 : Le Seigneur des Anneaux : Saroumane (Fraser Kerr)
- 1978 : Superman : Second Sage (Harry Andrews)
- 1980 : Flash Gordon : le Père feuillage (John Osborne)
- 1980 : Fame : Benjamin Shorofsky (Albert Hague)
- 1982 : Banana Joe : le Père Enrique
- 1982 : Dark Crystal : UrSkek (Joseph O'Conor)
- 1983 : Un fauteuil pour deux : Randolph Duke (Ralph Bellamy)
- 1983 : Psychose 2 : le juge (Ben Harrigan)
- 1985 : Brazil : M. Helpmann (Peter Vaughan)
- 1992 : Singles : le docteur de Boston (Bill Smillie)

### Séries animées
- 1985 : Princesse Sarah : M. Dufarge
- 1985 : Les Mondes engloutis : Shag-shag

### Télévision
- Ralph Bellamy dans 
  - Le Souffle de la guerre (1983) : le président Franklin Delano Roosevelt
  - Les Orages de la guerre (1988-89) : le président Roosevelt

- 1957-1959 : Zorro : Don Alejandro de la Vega (George J. Lewis) - En alternance avec Jacques Berlioz et Jean Ozenne]
- 1960 : Vainqueurs et vaincus, documentaire d'Erwin Leiser : Le narrateur
- 1967-68 : Le Prisonnier : le nouveau N°2 (Leo McKern)
- 1975 : La Nuit qui terrifia l'Amérique : le révérend Davis (Will Geer)
- 1981 : La Chartreuse de Parme : l'Abbé Blanès (Peter Capell)
- 1982-1984 : Fame : Benjamin Shorofsky (Albert Hague, saisons 1 à 3)
- 1983 : Le Pourpre et le Noir  : Le Rabbin Leoni (Remo Remotti)
- 1986 : Alf : un animateur d'un débat politique entre Alf et "Kate" Tanner

## Décoration
- Officier de la Légion d'honneur (1989)[11]